# Крюков, Андрей Иванович
Андрей Иванович Крюков (род. 9 июля 1961 года) — советский и российский учёный-оториноларинголог, член-корреспондент РАН (2019).

## Биография
Родился 9 июля 1961 года.
В 1984 году с отличием окончил 2-й МОЛГМИ (в настоящее время — РНИМУ) им. Н. И. Пирогова, затем там же проходил обучение в клинической ординатуре на кафедре ЛОР-болезней лечебного факультета (1984—1986).
С 1986 года работает кафедре оториноларингологии лечебного факультета 2-го МОЛГМИ (РГМУ, РНИМУ) им. Н. И. Пирогова. С 2007 года — заведующий кафедрой.
В 1988 году защитил кандидатскую диссертацию на тему «Разработка фармакофизических воздействий на слуховой рецептор при нейросенсорной тугоухости», а в 1990 году — докторскую на тему «Органная специфика внутреннего уха, особенности патогенеза и лечения лабиринтных расстройств».
В 1991 году было присвоено звание профессора.
С 1999 года является директором Московского НИИ уха, горла и носа.
В 2001 году, после реорганизации МНИИ уха, горла и носа, стал директором Научно-исследовательского клинического института оториноларингологии имени Л. И. Свержевского.
В 2019 году был избран членом-корреспондентом РАН.

## Научная деятельность
Специалист в области оториноларингологии.
Автор более 700 научных работ, в том числе:
- учебник «Оториноларингология» для студентов медицинских ВУЗов;
- 6 руководств для врачей: «Неотложная оториноларингология», «Оториноларингология» (награждено дипломом РГМУ за лучшую научно-исследовательскую работу в 2002 году), «Детская оториноларингология», национальное руководство «Оториноларингология»;
- три монографии — «Ангиогенная кохлеовестибулопатия», «Клинические аспекты болезни Меньера», «Лазерная хирургия внутреннего уха»;
- 16 авторских свидетельств, 29 методических рекомендаций, 11 учебных пособий для врачей;
- 8 учебно-методических пособий для студентов (под грифом Учебно-методического отдела Министерства здравоохранения РФ)

Под его научным руководством защищено 11 докторских и 28 кандидатских диссертаций.
Под его руководством ежегодно организуются и проводятся Московская научно-практическая конференция «Фармакологические и физические методы лечения в оториноларингологии» и Российский конгресс оториноларингологов «Наука и практика в оториноларингологии»
Ежегодно проводит более 200 операций для больных с ЛОР-патологией, консультирует около 1000 пациентов в год.

## Награды
- Заслуженный деятель науки Российской Федерации (2014)[1]
- Лауреат Премии города Москвы в области медицины (2006 г., 2012 г.)
- Почётная грамота Департамента здравоохранения города Москвы (2007 г., 2012 г.)
- Почётная грамота Министерства здравоохранения и социального развития РФ (2008 г.)
- Дипломант IX Московской ассамблеи «Здоровье столицы» (2010 г.)
- Золотая медаль 19 Московского международного салона изобретений и инновационных технологий «Архимед 2016» за разработку «Оригинальные технологии дренирования среднего уха»
- Золотая медаль за разработку «Инновационные технологии хирургического вмешательства при патологии околоносовых пазух» (2016 г.)